# 平均超過関数
数理ファイナンスにおいて、平均超過関数（へいきんちょうかかんすう、英語：Mean excess function）は、確率変数 X に関してある閾値 μ0を超えるものの期待値がその閾値からどのくらい離れているかを表す関数。例えば、確率変数 X を損失額とし閾値 μ0 = VaR とすれば、損失がVaRを超える場合の平均超過損失となる。なお医学分野では平均余命関数(Mean residual life function)とも呼ばれ、ある年齢 μ0 における平均余命を表す。

## 定義
確率変数 X に関して μ0を閾値とする平均超過関数 e(u) は次のように定義される。
{\displaystyle e(\mu _{0})=E(X-\mu _{0}|X>\mu _{0})}

## グラフ
平均超過関数をグラフにしたものを平均超過プロット(Mean excess plot)という。
分布により特有の形のグラフとなる。